# Västerlandets filosofi
Västerlandets filosofi (engelska originalets titel: A History of Western Philosophy) är en bok från år 1945 av den walesiske filosofen Bertrand Russell. Russell tilldelades Nobelpriset i litteratur år 1950, bland annat för denna bok.
Boken handlar om den västerländska filosofin från den försokratiska perioden till det tidiga 1900-talet. Boken har tre delar: Den antika filosofin, den katolska filosofin och den nyare filosofin.